# 5. padalska brigada (Združeno kraljestvo)
Za druge 5. brigade glej 5. brigada.
5. padalska brigada je bila padalska enota Britanske kopenske vojske med drugo svetovno vojno.

## Zgodovina
Brigada je bila ustanovljena leta 1942 iz 3 bataljonov.
Leta 1946 je bila brigada razpuščena.

## Sestava
- Štab
- 7. (lahki) padalski bataljon
- 12. (yorkshirski) padalski bataljon
- 13. (lancashirski) padalski bataljon